# Miliusa velutina
Miliusa velutina är en kirimojaväxtart som först beskrevs av Michel Félix Dunal, och fick sitt nu gällande namn av Joseph Dalton Hooker och Thomas Thomson. Miliusa velutina ingår i släktet Miliusa och familjen kirimojaväxter. Inga underarter finns listade i Catalogue of Life.